# David Bergland
David Peter Bergland (Mapleton, Iowa, 4 de junio de 1935-3 de junio de 2019) fue un abogado y político estadounidense, candidato del Partido Libertario a la presidencia de los Estados Unidos en las elecciones presidenciales de 1984, y también se desempeñó dos veces como presidente del Comité Nacional Libertario.

## Infancia
Bergland nació el 4 de junio de 1935 en Mapleton, en el condado de Monona, Iowa. Hijo de Gwendolyn McCalman (apellido de soltera) y Cedores P. Bergland.

## Actividad política
Abogado residente de California, Bergland fue candidato infructuoso de varios cargos, siempre desde el Partido Libertario. En 1974 se postuló como candidato para el cargo de Fiscal General de California.
En 1978 fue candidato por el 36.º distrito del Senado Estatal de California, recibiendo el 5,8% de los votos, finalizando en tercer lugar de la boleta electoral, por detrás del demócrata Alan Robbins (59,6%) y el republicano David G. Kelly (34,6%).
Bergland recibió la nominación a la vicepresidencia del partido en las elecciones presidenciales de 1976, compartiendo la boleta con Roger MacBride y recibiendo 172.553 votos (0,2%).
Fue presidente del Partido Libertario de 1977 a 1981 y de 1998 al 2000.
En 1980, Bergland se postuló para el Senado de los Estados Unidos, terminando tercero entre cinco candidatos, con 202.410 votos (2.4%).
Bergland recibió la nominación presidencial del Partido Libertario para las elecciones presidenciales de 1984. Él y su compañero de fórmula, Jim Lewis, recibieron 228.111 votos (0.3%).
Dirigió la campaña presidencial libertaria de Harry Browne en el 2000. Bergland respaldó el Proyecto Estado Libre en enero de 2006.

## Puntos de vista
En la década de 1980, Bergland escribió un libro titulado "El Libertarismo en una Lección" (ISBN 0975432648). El libro explica la filosofía libertaria y aborda temas como el gobierno como una forma de coerción, cómo se desarrolló el libertarismo en Estados Unidos y cómo es diferente tanto del liberalismo como del conservadurismo, la afirmación de que la tributación es un robo, el apoyo a una política exterior de no intervención, el libre comercio con otros países, los derechos de las armas y la reforma de la justicia penal, la oposición a la prohibición de drogas y alcohol, la educación pública y la seguridad social.

## Muerte
Bergland falleció el 3 de junio de 2019, un día antes de su cumpleaños 84, a causa de cáncer de próstata.